# Audi 100
Audi 100 – samochód klasy wyższej produkowany przez Audi w latach 1968–1994.

## C1 (Typ F104)

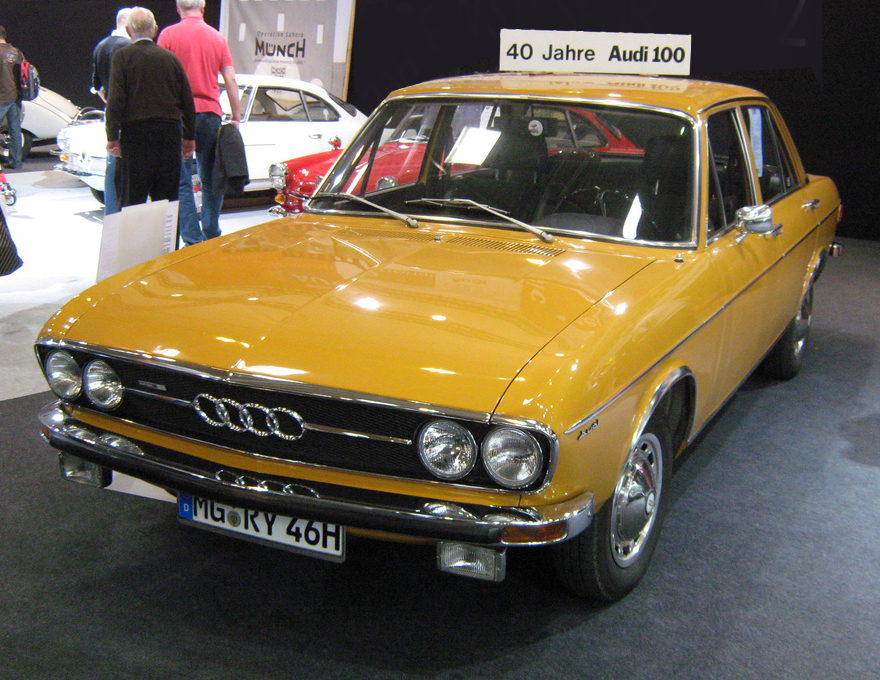
Audi 100 sedan (1968–1976)

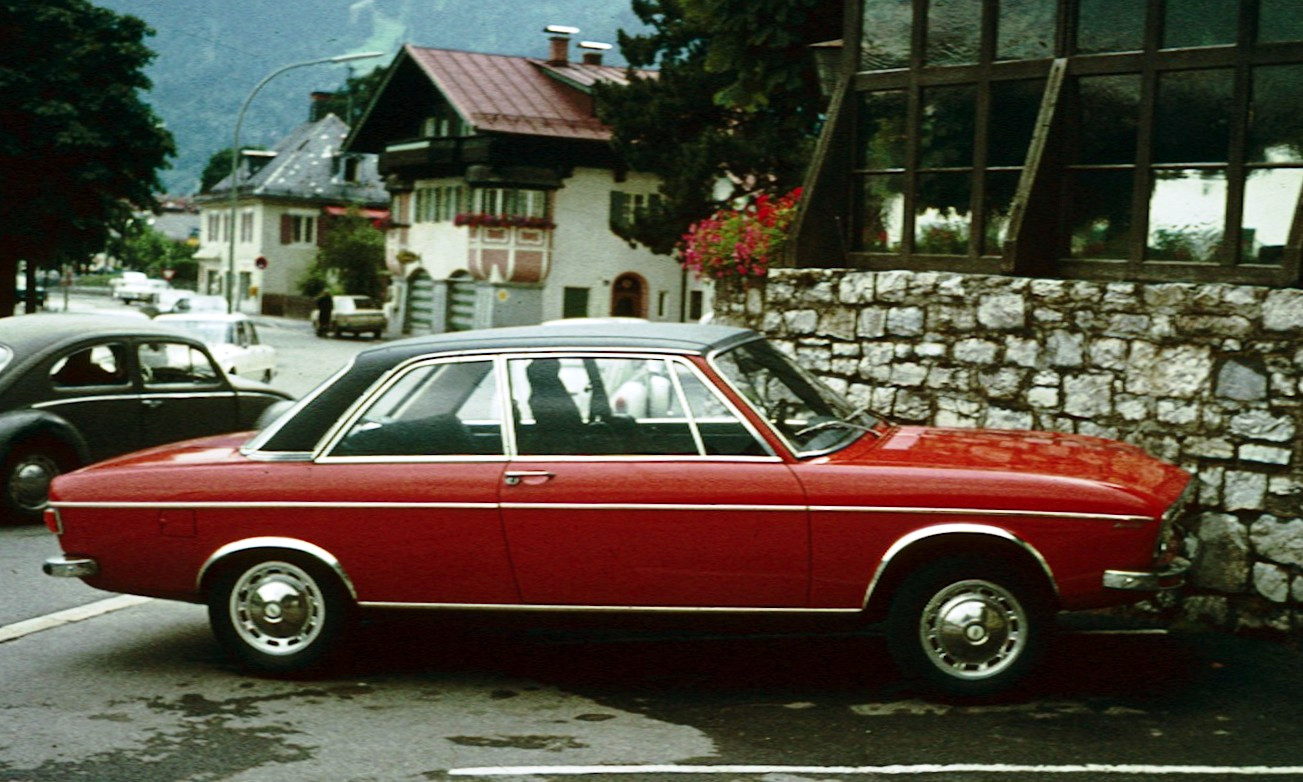
Audi 100 C1 z winylowym dachem

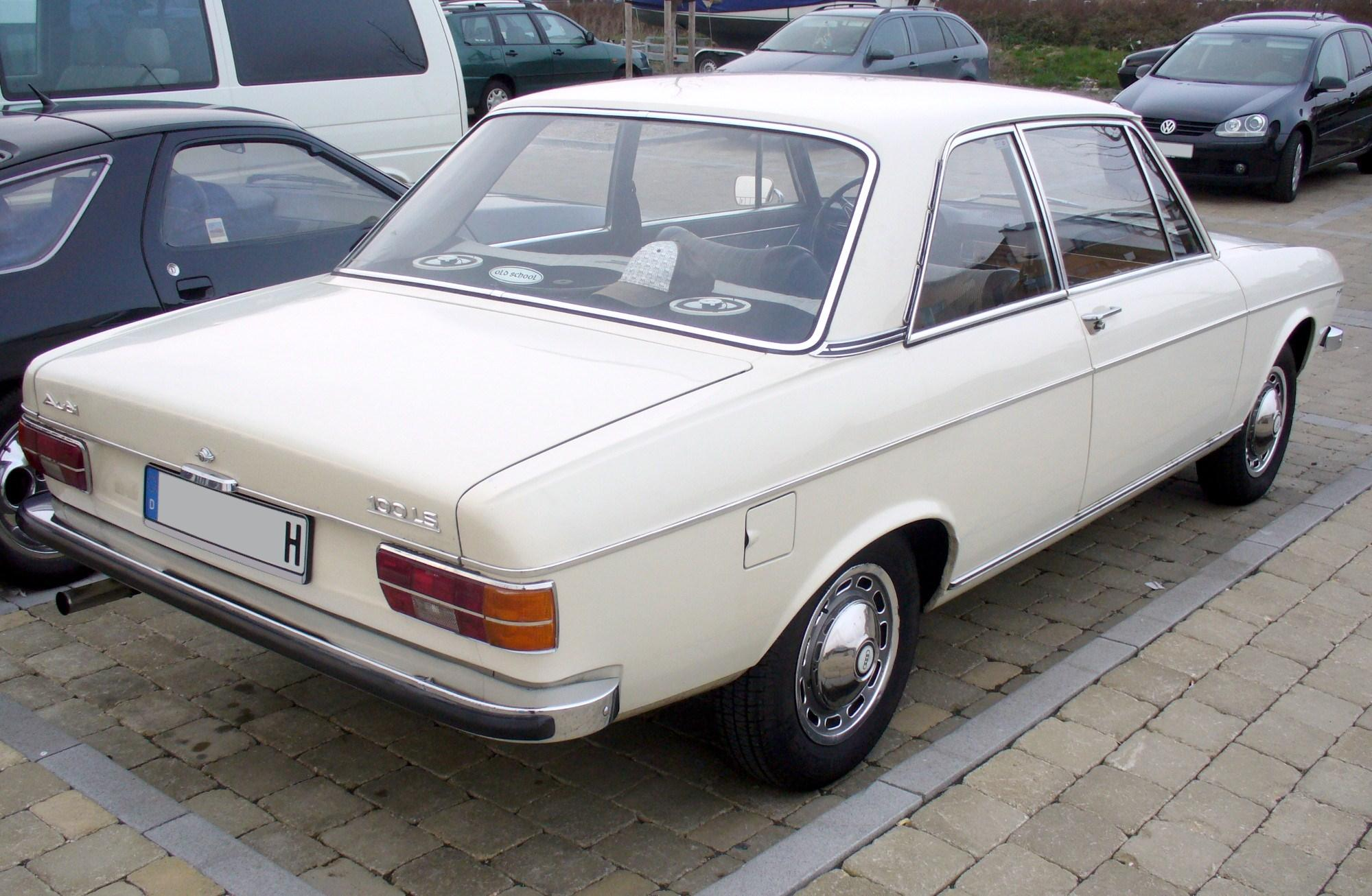
Audi 100 LS sedan – tył nadwozia

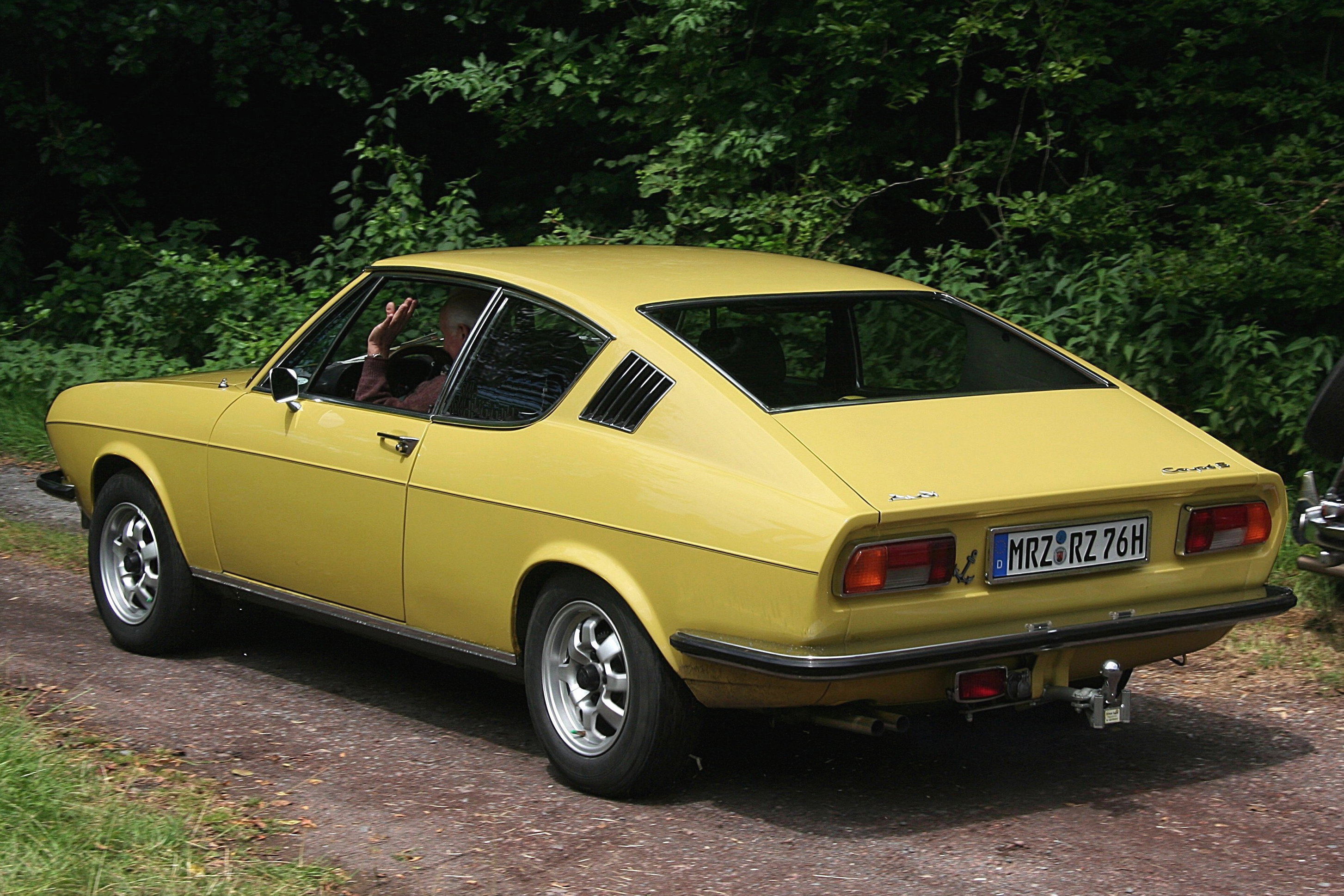
Audi 100 Coupé – tył nadwozia

Pierwsza generacja Audi 100 została po raz pierwszy ukazana 26 listopada 1968 roku. Samochód ten, zaprojektowany przez Ludwika Krausa, stał się przebojem dzięki wysokiej jakości użytych materiałów, dobrym właściwościom jezdnym oraz przestronnemu wnętrzu. Pierwsza generacja produkowana była jako 2 i 4-drzwiowy sedan oraz eleganckie, 2-drzwiowe coupé. Oferowane były czterocylindrowe silniki o pojemności od 1,6 do 2.8 l. Łącznie wyprodukowano 827 474 egzemplarzy (w tym 30 687 coupé).
| Wersja             | Silnik:                   | Układ zasilania:   | Średnica × skok tłoka: | St. sprężania:     | Moc maksymalna:                     | Maks. moment obrotowy      | 0–100 km/h:        | V-max:             |
| Silniki benzynowe: | Silniki benzynowe:        | Silniki benzynowe: | Silniki benzynowe:     | Silniki benzynowe: | Silniki benzynowe:                  | Silniki benzynowe:         | Silniki benzynowe: | Silniki benzynowe: |
| ------------------ | ------------------------- | ------------------ | ---------------------- | ------------------ | ----------------------------------- | -------------------------- | ------------------ | ------------------ |
| 1.8 (80)           | R4 1,8 l (1761 cm³), SOHC | gaźnik             | 81,50 × 84,40 mm       | 9,0:1              | 80 KM (59 kW) przy 5000 obr./min    | 135 N·m przy 3000 obr./min | 13,5 s             | 156 km/h           |
| 1.8 S (90)         | R4 1,8 l (1761 cm³), SOHC | gaźnik             | 81,50 × 84,40 mm       | 9,0:1              | 90 KM (66 kW) przy 5500 obr./min    | 142 N·m przy 3000 obr./min | 12,2 s             | 162 km/h           |
| 1.8 LS (85)        | R4 1,8 l (1761 cm³), SOHC | gaźnik             | 81,50 × 84,40 mm       | 8,5:1              | 85 KM (62,5 kW) przy 5100 obr./min  | 135 N·m przy 3000 obr./min | 13,5 s             | 160 km/h           |
| 1.8 LS (100)       | R4 1,8 l (1761 cm³), SOHC | gaźnik             | 81,50 × 84,40 mm       | 10,2:1             | 100 KM (73,5 kW) przy 5500 obr./min | 150 N·m przy 3500 obr./min | 11,9 s             | 170 km/h           |
| 1.9 S              | R4 1,9 l (1871 cm³), SOHC | gaźnik             | 84,00 × 84,40 mm       | 10,2:1             | 115 KM (84,5 kW) przy 5500 obr./min | 159 N·m przy 4000 obr./min | 10,0 s             | 185 km/h           |

## C2 (Typ 43)

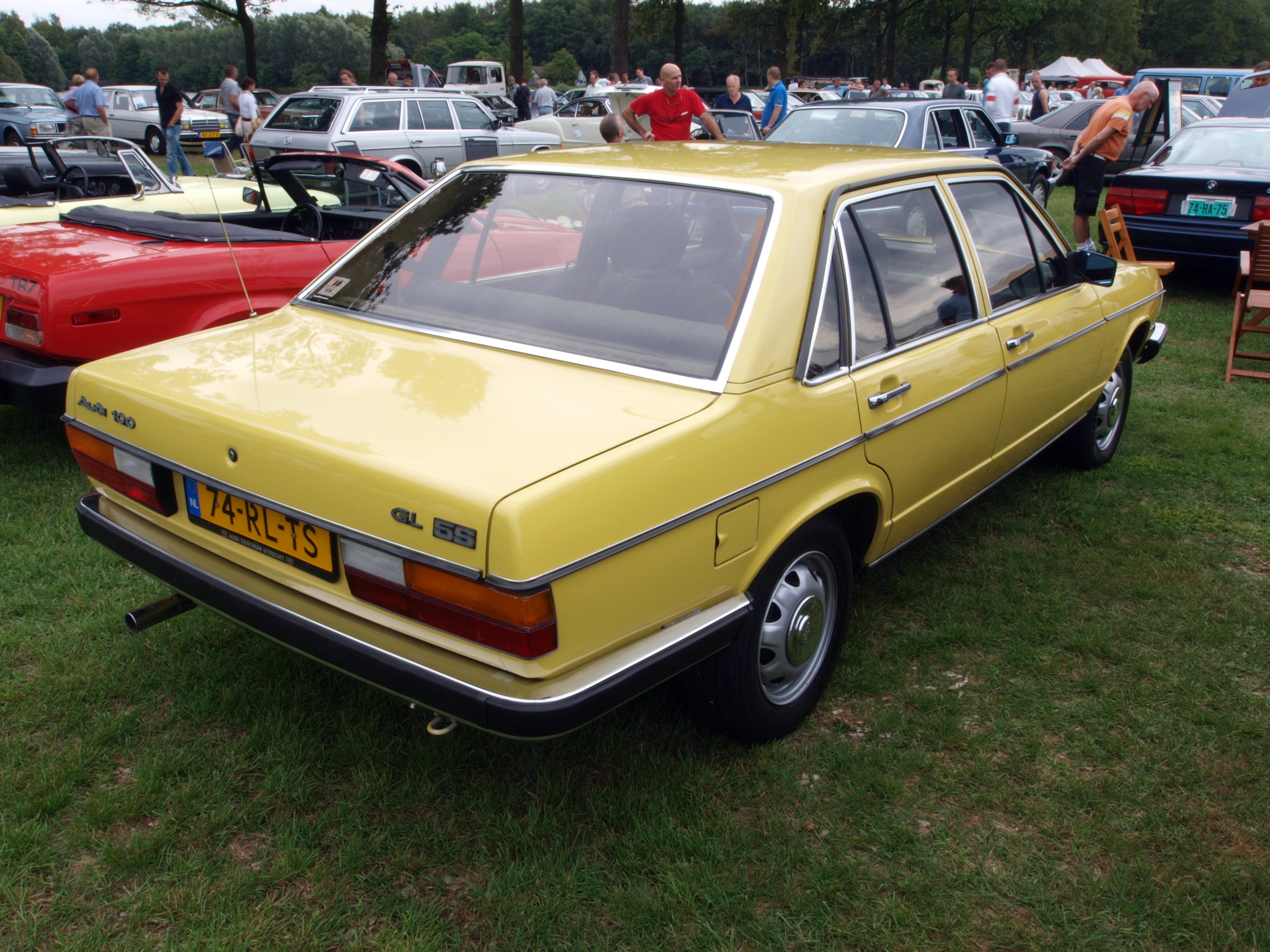
Audi 100 GL (1980) – tył pojazdu

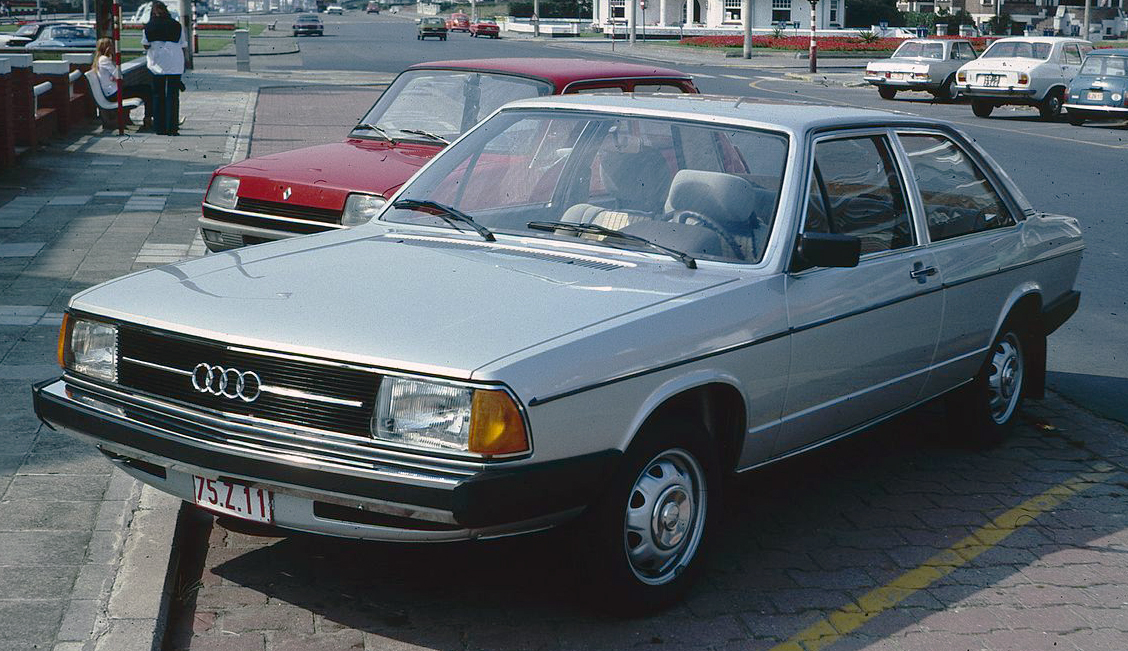
Audi 100 z dwojgiem drzwi

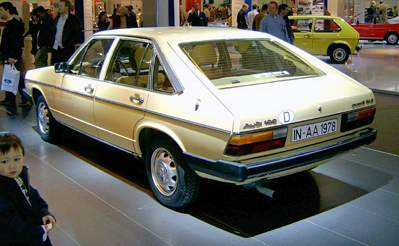
Audi 100 Avant (1977–1979)

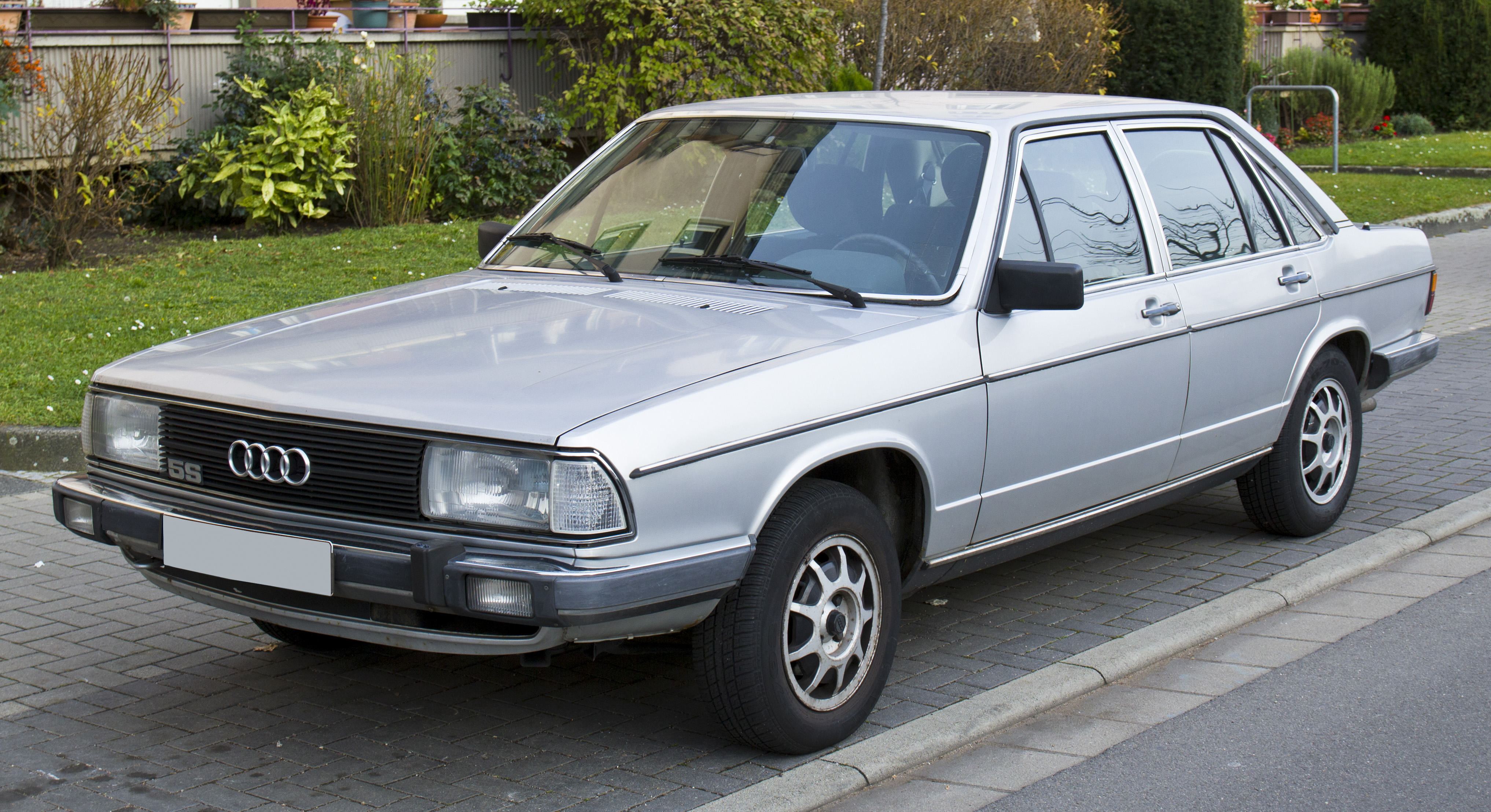
Audi 100 (1979–1982)

Druga generacja Audi 100 zadebiutowała w sierpniu 1976 roku, trafiając do produkcji jako dwu- i czterodrzwiowy sedan. Samochody były początkowo napędzane przez czterocylindrowe jednostki, zasilane gaźnikiem. W sierpniu 1977 roku do sedana dołączył Avant, z dużą tylną klapą, w następnie wprowadzono pięciocylindrowy silnik o pojemności 2.2 l. Nowa jednostka napędowa została wyposażona w mechaniczny wtrysk paliwa Bosch K-Jetronic. Najwięcej zmian zaszło rok później, kiedy czterocylindrowa jednostka 2.0 S została zastąpiona przez silnik 2.2 o tej samej mocy, pojawił się też dwulitrowy silnik wysokoprężny o pięciu cylindrach. W tym samym czasie rozpoczęto sprzedaż bogato wyposażonej odmiany CD, z bardzo szerokim zestawem opcji (metaliczny lakier, felgi aluminiowe, światła przeciwmgielne i spryskiwacze reflektorów, cztery elektrycznie sterowane szyby, wspomaganie układu kierowniczego, zamek centralny, lampki do czytania barwione szkłem, welurowa tapicerka, 4 zagłówki oraz dwie poduszki). W sierpniu 1978 roku Audi 100 przeszło lifting. Samochód otrzymał chromowane zderzaki, lampy przeciwmgielne, nowe reflektory z przezroczystym szkłem kierunkowskazów, przestylizowano również tylne lampy (tylko w przypadku limuzyny). Wewnątrz zmodyfikowano deskę rozdzielczą, panele drzwiowe oraz wprowadzono nowe tapicerki. opcjonalnie występowała także skrzynia biegów o pięciu przełożeniach. Miesiąc później pojawiło się też luksusowo wyposażone Audi 200. Nowy model wyróżniał się przednim spoilerem, podwójnymi reflektorami, przestylizowanymi zderzakami, zawieszenie została nieznacznie obniżone. W standardzie występowały dedykowane felgi ze stopów lekkich. Źródło napędu stanowił zapożyczony z „setki” silnik 5E, od lutego 1980 roku występowała turbodoładowana odmiana tej jednostki, oznaczona jako 5T. Wzmocniony silnik legitymował się mocą 170 KM, czyniąc z Audi 200 najmocniejszy przednionapędowy samochód w swojej klasie. W następnym roku pojawiły się dwa oszczędne warianty. Formel E napędzany był przez silnik 1.6, który współpracował z przekładnią 4+ E, gdzie piąty bieg posiadał długie przełożenie. Odmianę Formel E wyposażono także w system Start-Stop, który pozwalał zgasić silnik odpowiednim przyciskiem, następnie zaś uruchomić poprzez wrzucenie pierwszego biegu, lub ponowne użycie przycisku. Kolejną nową jednostką był zmniejszony, do pojemności 1.9, pięciocylindrowiec oznaczony po prostu cyfrą 5. Silnik ten zużywał zauważalnie mniej paliwa niż odmiana 5S, pracował znacznie ciszej i wytwarzał mniej wibracji. We wrześniu 1981 roku dodano do oferty usportowioną wersję wyposażenia CS. Pakiet CS upodabniał Audi 100 do Audi 200. Audi 5000 zostało przystosowane do wymogów rynku północnoamerykańskiego. Stosowano tylko jednostki o pięciu cylindrach, które zostały osłabione, w celu spełnienia amerykańskich norm emisji spalin. Wolnossące silniki występowały z przekładnią ręczną, bądź automatyczną, zaś odmiany turbodoładowane – tylko z automatyczną. Konieczne było zastosowanie wzmocnionych zderzaków, które spełniały tamtejsze przepisy bezpieczeństwa. Model ten wyróżniały dzielone reflektory i lampy obrysowe. Większe modernizacje przeprowadzono w latach 1979 (phase II) i 1981 (phase III). W plebiscycie na Europejski Samochód Roku 1977 samochód zajął 2. pozycję (za Roverem 3500). Do sierpnia 1982 rok z linii produkcyjnych zjechało łącznie 902 408 modeli.
| Wersja                | Silnik:                          | Układ zasilania:   | Moc maksymalna:                     | Maks. moment obrotowy        | Przyśpieszenie 0–100 km/h: | Prędkość maksymalna      | Średnie. zużycie paliwa na 100 km: |
| Silniki benzynowe:    | Silniki benzynowe:               | Silniki benzynowe: | Silniki benzynowe:                  | Silniki benzynowe:           | Silniki benzynowe:         | Silniki benzynowe:       | Silniki benzynowe:                 |
| --------------------- | -------------------------------- | ------------------ | ----------------------------------- | ---------------------------- | -------------------------- | ------------------------ | ---------------------------------- |
| Audi 100              | R4 1,6 l (1588 cm³), SOHC        | gaźnik Solex 2B2   | 85 KM (62,5 kW) przy 5600 obr./min  | 121 N·m przy 3200 obr./min   | 13,4 s 16,3 s (aut.)       | 160 km/h 156 km/h (aut.) | 8,9 l 9,5 l (aut.)                 |
| Audi 100 GL 5         | R5 1,9 l (1871 cm³), SOHC        | gaźnik Solex 2B2   | 100 KM (73,5 kW) przy 5500 obr./min | 146 N·m przy 3300 obr./min   | 12,9 s 14,6 s (aut.)       | 170 km/h 172 km/h (aut.) | 9,2/9,8 l 11,5 l (aut.)            |
| Audi 100 S            | R4 2,0 l (1984 cm³), SOHC        | gaźnik Solex 2B3   | 115 KM (84,5 kW) przy 5500 obr./min | 165 N·m przy 3500 obr./min   | 10,7 s 12,4 s (aut.)       | 179 km/h 175 km/h (aut.) | 9,6 l 10,2 l (aut.)                |
| Audi 100 GL 5S        | R5 2,2 l (2144 cm³), SOHC        | gaźnik Solex 2B2   | 115 KM (84,5 kW) przy 5500 obr./min | 163 N·m przy 4000 obr./min   | 12,2 s 14,6 s (aut.)       | 176 km/h 172 km/h (aut.) | 10,3 l 11,5 l (aut.)               |
| Audi 100 CS 5E        | R5 2,2 l (2144 cm³), SOHC        | wtrysk K-Jetronic  | 136 KM (100 kW) przy 5700 obr./min  | 181,5 N·m przy 4200 obr./min | 9,5 s 11,4 s (aut.)        | 190 km/h 185 km/h (aut.) | 11 l 11,4 l (aut.)                 |
| Silniki wysokoprężne: |                                  |                    |                                     |                              |                            |                          |                                    |
| Audi 100 L 5D         | R5 2,0 l (1986 cm³), SOHC        | wtrysk pośredni    | 70 KM (51,5 kW) przy 4800 obr./min  | 123 N·m przy 3000 obr./min   | 17,5 s 20,5 s (aut.)       | 150 km/h 145 km/h (aut.) | 7,9 l 8,3 l (aut.)                 |
| Audi 100 Turbo Diesel | R5 2,0 l (1986 cm³), SOHC, turbo | wtrysk pośredni    | 87 KM (64 kW) przy 4500 obr./min    | 172 N·m przy 2750 obr./min   | 14 s 15 s (aut.)           | 165 km/h 160 km/h (aut.) | 7,6 l 8,6 l (aut.)                 |

## C3 (Typ 44)

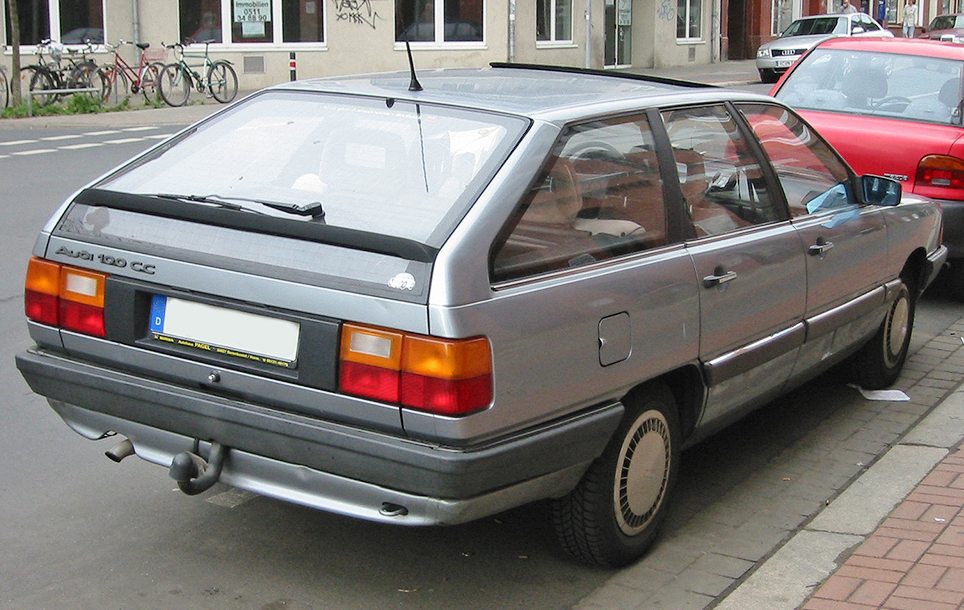
Audi 100 Avant (1983–1988)

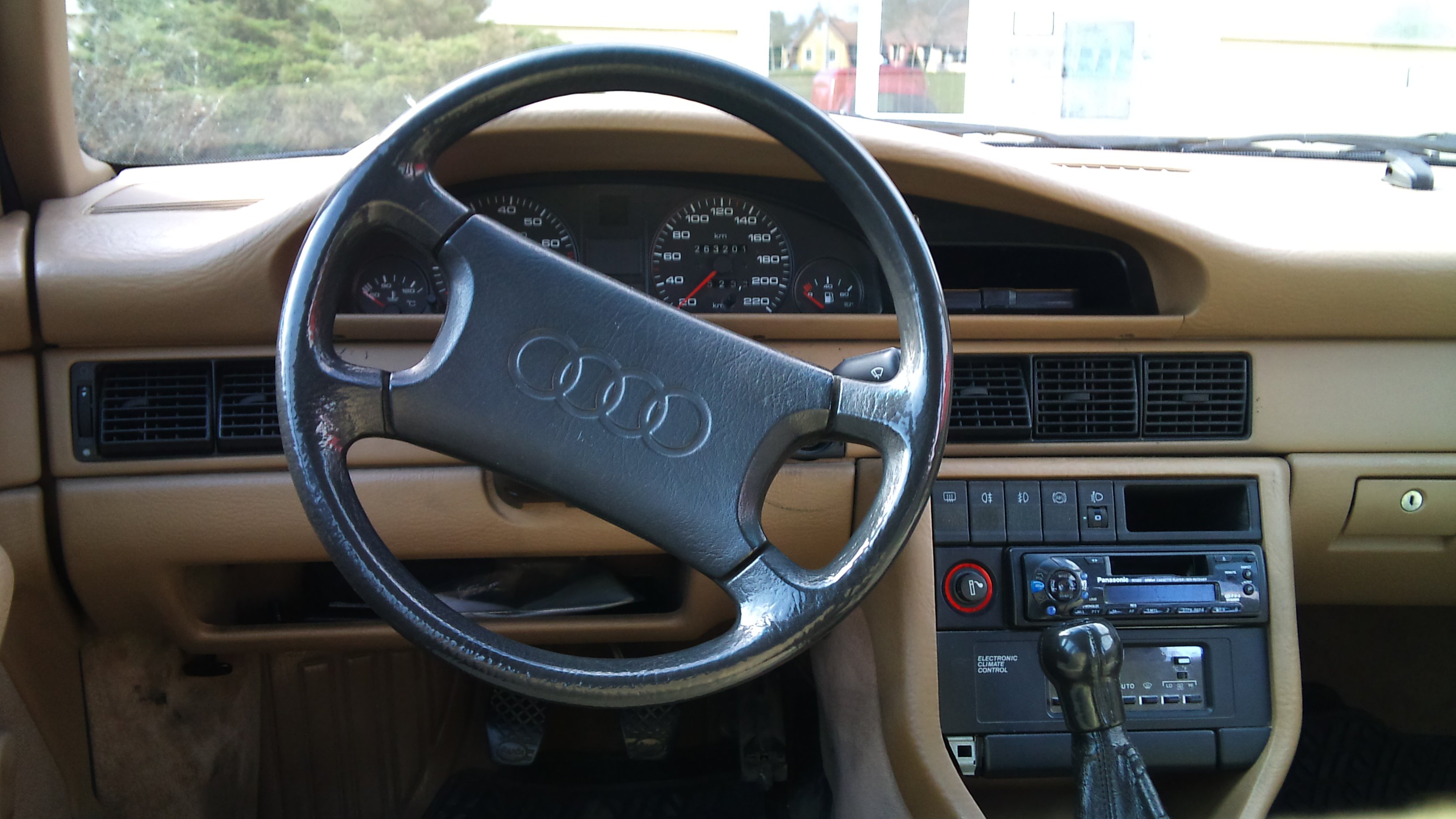
Wnętrze Audi 100 Avant

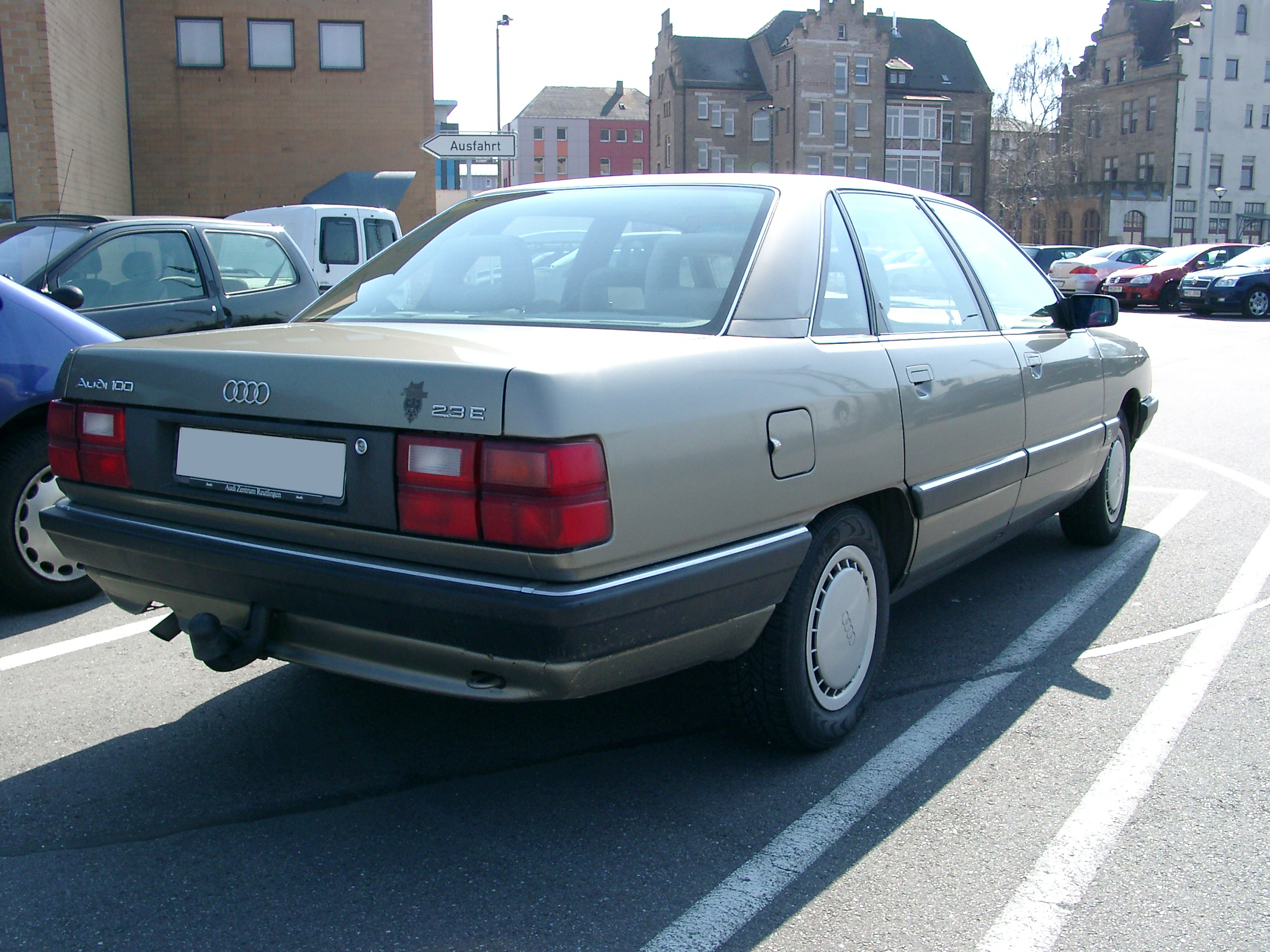
Tył po liftngu Audi 100 (1988–1991)

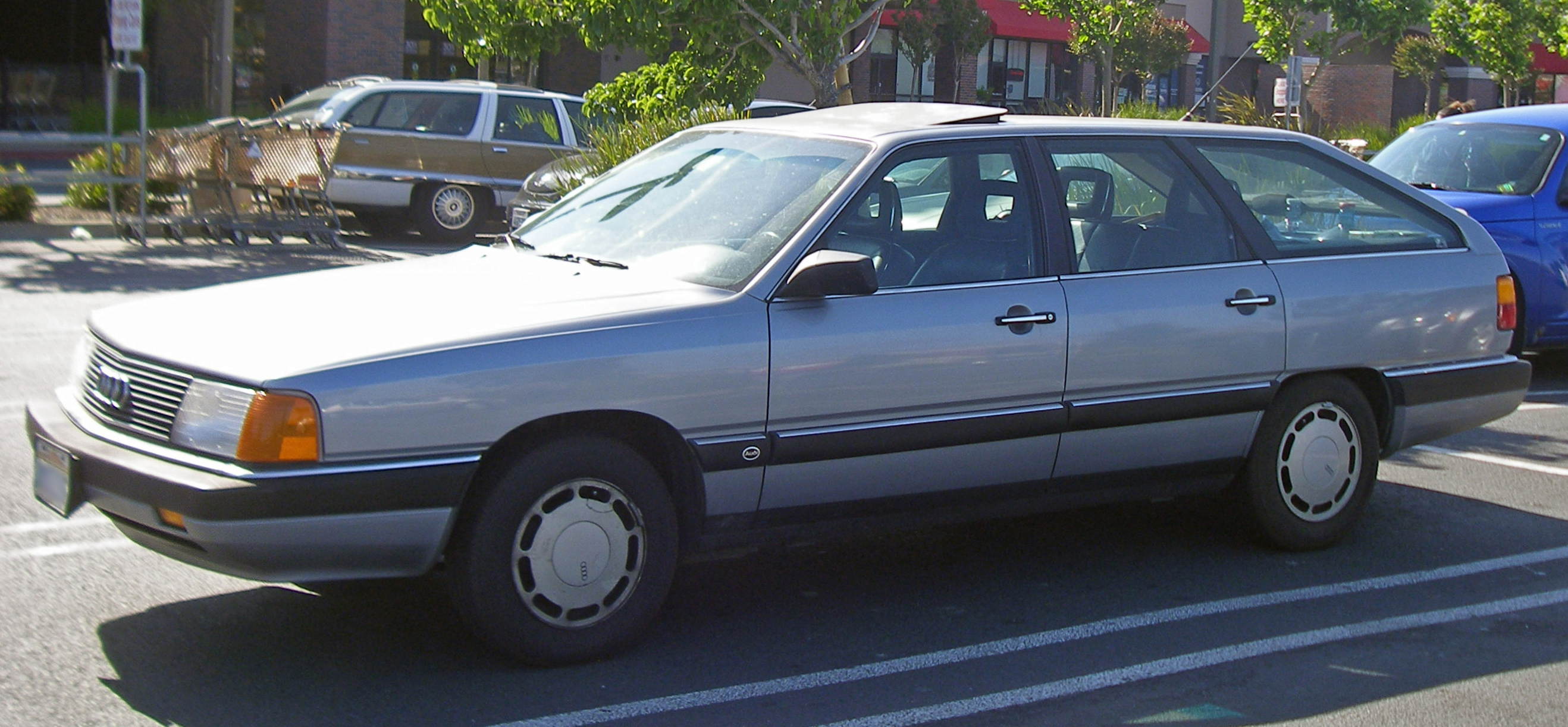
Wersja amerykańska Audi 100: Audi 5000

## Historia i opis modelu
Na targach IAA w 1979 roku zaprezentowano prototypowy model car 2000 posiadający sześciocylindrowy silnik o mocy 180 KM. Planowano nazwać go Audi 300, jednak mając na uwadze Mercedesa pozostano przy dotychczasowej nazwie. Nowe Audi 100 pojawiło się w 1982 roku i było większe oraz bardziej aerodynamiczne od swojego poprzednika. Samochód urósł do wymiarów 4,80×1,81x1,42m, jednak rozstaw osi pozostał ten sam. Model C3 cechował się dużym bagażnikiem (570 l) i płaską szybą przednią (kąt nachylenia wynosił 54 stopnie). Ze względu na charakterystyczną sylwetkę (zwężająca się linia nadwozia od środkowego słupka zarówno w kierunku przodu pojazdu, jak również ku jego tyłowi) model ten został „ochrzczony” mianem „cygara”. Dzięki odpowiednio zaprojektowanemu przodowi auta, uzyskano niespotykany w tamtych latach w samochodach seryjnych współczynnik oporu powietrza Cx=0,3. Do „cygara” oferowano czterocylindowe silniki o pojemności 1,8 litra i mocy 75 lub 90 KM oraz pięciocylindrowe: o pojemności: od 1,9l (100 KM gaźnikowy), 2,0l (113 KM / 115 KM), 2,14l (136 KM / 141 KM / 182 KM), 2,2l (115 KM / 138 KM / 165 KM / 190 KM / 200 KM / 220 KM), do 2,3l (136 KM). Najmocniejsze turbodoładowane odmiany oferowane były w modelu Audi 200. Doładowane jednostki benzynowe to silniki o pojemnościach 2,14l oraz 2,2l. Z jednostek wysokoprężnych dostępnych było 5 motorów: od 2.0 D (70 KM), 2.4 D(82 KM) oraz turbodoładowane 2.0 (87 KM i 100 KM) i najmocniejszy w gamie diesla 2.5 TDI o mocy 120 KM. Samochód występował zarówno w wersjach z napędem przednim oraz z napędem na cztery koła nazywanym quattro sygnowanym przez Audi.
Trzecia generacja Audi 100 była sprzedawana na rynek amerykański jako Audi 5000, także w tej wersji nadwozia można było zamówić silnik z turbodoładowaniem. W 1988 roku przeprowadzono facelifting modelu.
W plebiscycie na Europejski Samochód Roku 1983 model zajął 1. pozycję.
| SPECYFIKACJA MODELI AUDI 100 C3 / SILNIKI BENZYNOWE (1982-1990)    |                 |                                 |                           |                               |                            |                                  |                            |
| Model                                                              | Okres produkcji | Silnik / Układ / Kod jednostki  | Pojemność skokowa w (cm³) | Moc maksymalna kW / KM        | Maksymalny moment obrotowy | Przyśpieszenie od 0–100 km/h (s) | Prędkość maksymalna (km/h) |
| 100 1.8 [automat]                                                  | 08.1982-12.1987 | 4-cylindrowy 8v / rzędowy / DR  | 1781 cm³                  | 55 kW / (75 KM) / 4600 rpm    | 138 (Nm) / 2500 rpm        | 14.9 [17.2] (s)                  | 165 [163] (km/h)           |
| 100 1.8 CC [automat]                                               | 01.1988-12.1990 | 4-cylindrowy 8v / rzędowy / DS  | 1781 cm³                  | 66 kW / (90 KM) / 5200 rpm    | 145 (Nm) / 3300 rpm        | 12.0 [14.1] (s)                  | 176 [173] (km/h)           |
| 100 1.9 CC [automat]                                               | 08.1982-07.1984 | 5-cylindrowy 10v / rzędowy / WH | 1921 cm³                  | 74 kW / (100 KM) / 5600 rpm   | 150 (Nm) / 3200 rpm        | 12.2 [14.1] (s)                  | 176 [173] (km/h)           |
| 100 2.0 E CC [automat]                                             | 08.1984-12.1987 | 5-cylindrowy 10v / rzędowy / KP | 1994 cm³                  | 86 kW / (115 KM) / 5200 rpm   | 170 (Nm) / 3000 rpm        | 10.7 [12.6] (s)                  | 190 [186] (km/h)           |
| 100 2.1 E [automat]                                                | 08.1982-07.1984 | 5-cylindrowy 10v / rzędowy / WC | 2144 cm³                  | 100 kW / (136 KM) / 5700 rpm  | 180 (Nm) / 4800 rpm        | 10.3 [13.9] (s)                  | 200 [195] (km/h)           |
| 100 2.2 E CC [automat]                                             | 08.1984-12.1987 | 5-cylindrowy 10v / rzędowy / KU | 2226 cm³                  | 102 kW / (138 KM) / 5700 rpm. | 188 (Nm) / 3500 rpm        | 9.6 [11.3] (s)                   | 202 [199] (km/h)           |
| 100 2.2 Turbo E ◼ 5000 [automat]                                   | 08.1982-12.1988 | 5-cylindrowy 10v / rzędowy / MC | 2226 cm³                  | 121 kW / (165 KM) / 5500 rpm  | 240 (Nm) / 3000 rpm        | 8.0 [9.2] (s)                    | 216 [212] (km/h)           |
| 100 2.3 E [automat]                                                | 10.1986-11.1990 | 5-cylindrowy 10v / rzędowy / NF | 2309 cm³                  | 100 kW / (136 KM) / 5600 rpm  | 190 (Nm) / 4000 rpm        | 9.8 [11.6] (s)                   | 201 [198] (km/h)           |
| SPECYFIKACJA MODELI AUDI 100 C3 / SILNIKI WYSOKOPRĘŻNE (1982-1991) |                 |                                 |                           |                               |                            |                                  |                            |
| 100 2.0 D                                                          | 08.1982-07.1988 | 5-cylindrowy 10v / rzędowy / CN | 1986 cm³                  | 51 kW / (70 KM) / 4800 rpm    | 123 (Nm) / 2800 rpm        | 18.3 [21.5] (s)                  | 156 [153] (km/h)           |
| 100 2.0 TD                                                         | 08.1982-07.1988 | 5-cylindrowy 10v / rzędowy / DE | 1986 cm³                  | 64 kW / (87 KM) / 4500 rpm    | 172 (Nm) / 2750 rpm        | 14.3 [16.3] (s)                  | 169 [166] (km/h)           |
| 100 2.0 TD                                                         | 03.1988-11.1990 | 5-cylindrowy 10v / rzędowy / NC | 1986 cm³                  | 74 kW / (100 KM) / 4500 rpm   | 192 (Nm) / 2200-3200 rpm   | 12.3 (s)                         | 185 (km/h)                 |
| 100 2.4 D                                                          | 08.1989-07.1991 | 5-cylindrowy 10v / rzędowy / 3D | 2370 cm³                  | 60 kW / (82 KM) / 4400 rpm    | 164 (Nm) / 2400 rpm        | 16.5 (s)                         | 166 (km/h)                 |
| 100 2.5 TDI                                                        | 01.1990-11.1990 | 5-cylindrowy 10v / rzędowy / 1T | 2461 cm³                  | 88 kW / (120 KM) / 4200 rpm   | 265 (Nm) / 2250 rpm        | 10.0 (s)                         | 200 (km/h)                 |

### C4 (Typ 4A)

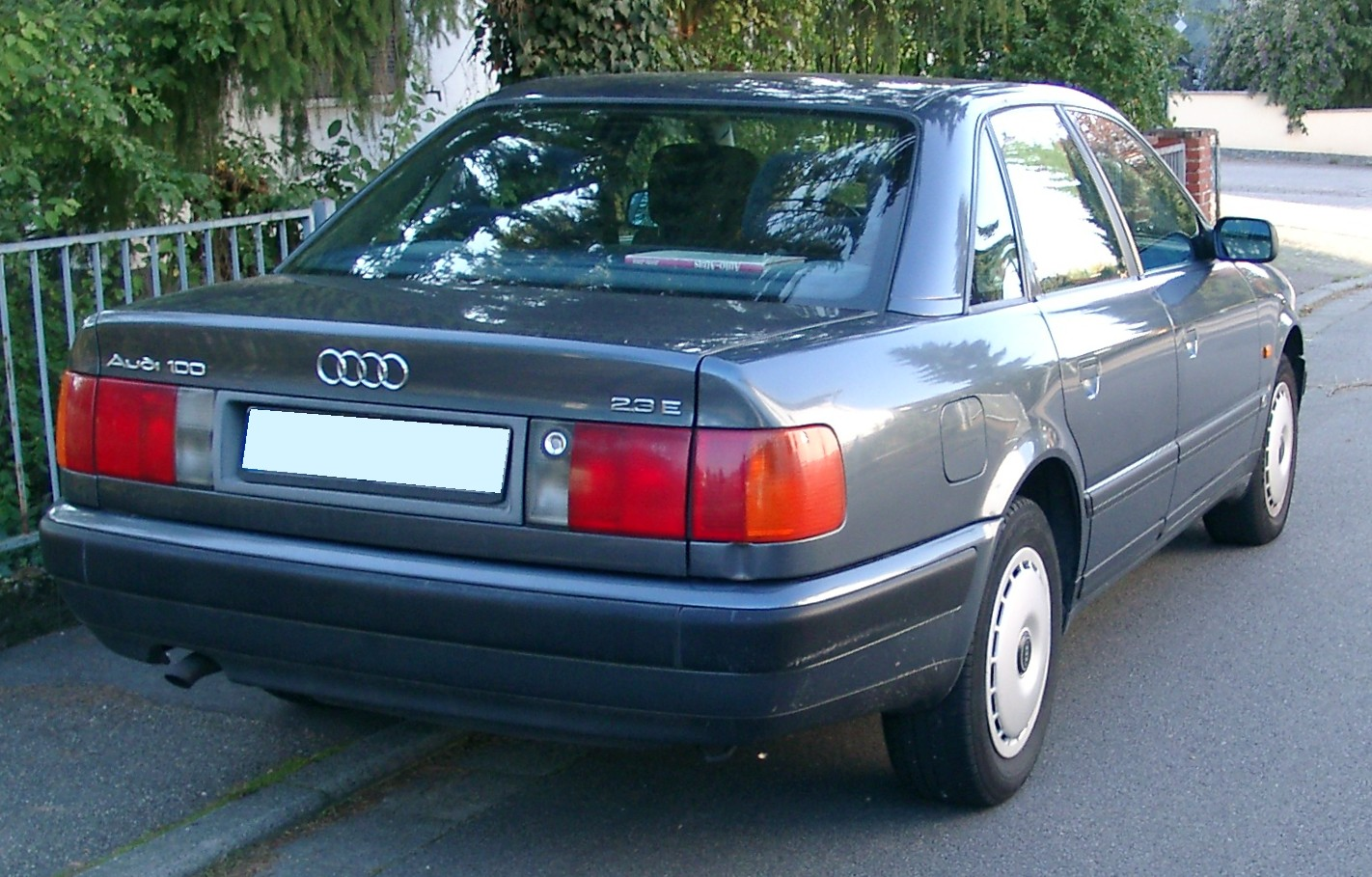
Audi 100 z tyłu

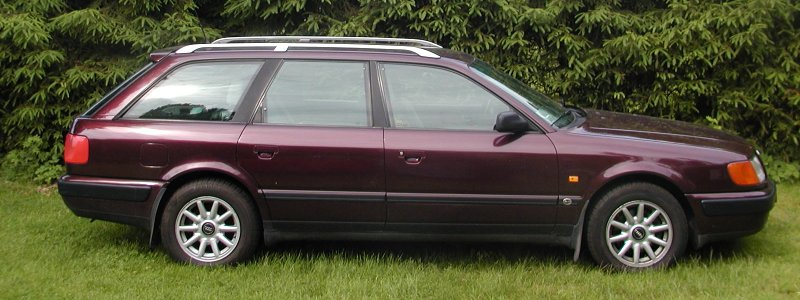
Audi 100 C4 Avant

Pierwsze Audi 100 C4 zostało wyprodukowane w grudniu 1990 roku, samochód wprowadzono do sprzedaży w roku 1991. Nowością było zaoferowanie sześciocylindrowego, widlastego silnika o pojemności 2.8 l.
W 1994 roku Audi 100 przeszło facelifting oraz zostało przemianowane na Audi A6.

### Specyfikacja modeli Audi 100 C4
| Silniki benzynowe (1990-1994) |                 |                                      |                           |                            |                                                                       |                                |                            |
| Model                         | Okres produkcji | Silnik/Układ/Kod                     | Pojemność skokowa w (cm³) | Moc maksymalna kW / KM     | Maksymalny moment obrotowy                                            | Przyśpieszenie od (0–100 km/h) | Prędkość maksymalna (km/h) |
| 100 2.0                       | 12.1990-07.1994 | 4-cylindrowy 8v / rzędowy / AAE      | 1984 cm³                  | 74 kW (101 KM) @ 5500 rpm  | 157 (Nm) @ 2750 rpm                                                   | 12,6 (s)                       | 182 (km/h)                 |
| 100 2.0 E                     | 12.1990-07.1994 | 4-cylindrowy 8v / rzędowy / AAD, ABK | 1984 cm³                  | 85 kW (115 KM) @ 5400 rpm  | 168 (Nm) @ 3200 rpm                                                   | 11,0 (s)                       | 191 (km/h)                 |
| 100 2.0 E 16v                 | 01.1992-07.1994 | 4-cylindrowy 16v / rzędowy / ACE     | 1984 cm³                  | 103 kW (140 KM) @ 5900 rpm | 185 (Nm) @ 4500 rpm                                                   | 10,1 (s)                       | 204 (km/h)                 |
| 100 2.3 E                     | 12.1990-07.1994 | 5-cylindrowy 10v / rzędowy / AAR     | 2309 cm³                  | 98 kW (133 KM) @ 5500 rpm  | 186 (Nm) @ 4000 rpm                                                   | 10,2 (s)                       | 202 (km/h)                 |
| 100 2.6 E                     | 03.1992-07.1994 | 6-cylindrowy 12v / widlasty / ABC    | 2598 cm³                  | 110 kW (150 KM) @ 5750 rpm | 225 (Nm) @ 3500 rpm                                                   | 9,5 (s)                        | 210 (km/h)                 |
| 100 2.8 E                     | 12.1990-07.1994 | 6-cylindrowy 12v / widlasty / AAH    | 2771 cm³                  | 128 kW (174KM) @ 5750 rpm  | 245 (Nm) @ 3000 rpm                                                   | 8,0 (s)                        | 218 (km/h)                 |
| Modele serii S (1991-1994)    |                 |                                      |                           |                            |                                                                       |                                |                            |
| 100 S4 [Avant]                | 07.1991-07.1994 | 5-cylindrowy 20v / rzędowy / AAN     | 2226 cm³                  | 169 kW (230 KM) @ 5900 rpm | 350 (Nm) @ 1950-3000 rpm *380 (Nm) @ 2100-4000 rpm *funkcja overboost | 6,8 [7,1] (s)                  | 244 [235] (km/h)           |
| 100 S4 4.2 [Avant]            | 10.1992-06.1994 | 8-cylindrowy 32v / widlasty / ABH    | 4172 cm³                  | 206 kW (280 KM) @ 5800 rpm | 400 (Nm) @ 4000 rpm                                                   | 6,2 [6,6] (s)                  | 249 [247] (km/h)           |
| Silniki diesla (1991-1994)    |                 |                                      |                           |                            |                                                                       |                                |                            |
| 100 2.4 D                     | 05.1991-07.1994 | 5-cylindrowy 10v / rzędowy / AAS     | 2370 cm³                  | 60 kW (82 KM) @ 4400 rpm   | 164 (Nm) @ 2400 rpm                                                   | 16,8 (s)                       | 167 (km/h)                 |
| 100 2.5 TDI                   | 04.1991-07.1994 | 5-cylindrowy 10v / rzędowy AAT, ABP  | 2460 cm³                  | 74 kW (115 KM) @ 4250 rpm  | 265 (Nm) @ 2250 rpm                                                   | 11,1 (s)                       | 195 (km/h)                 |

#### Audi S4

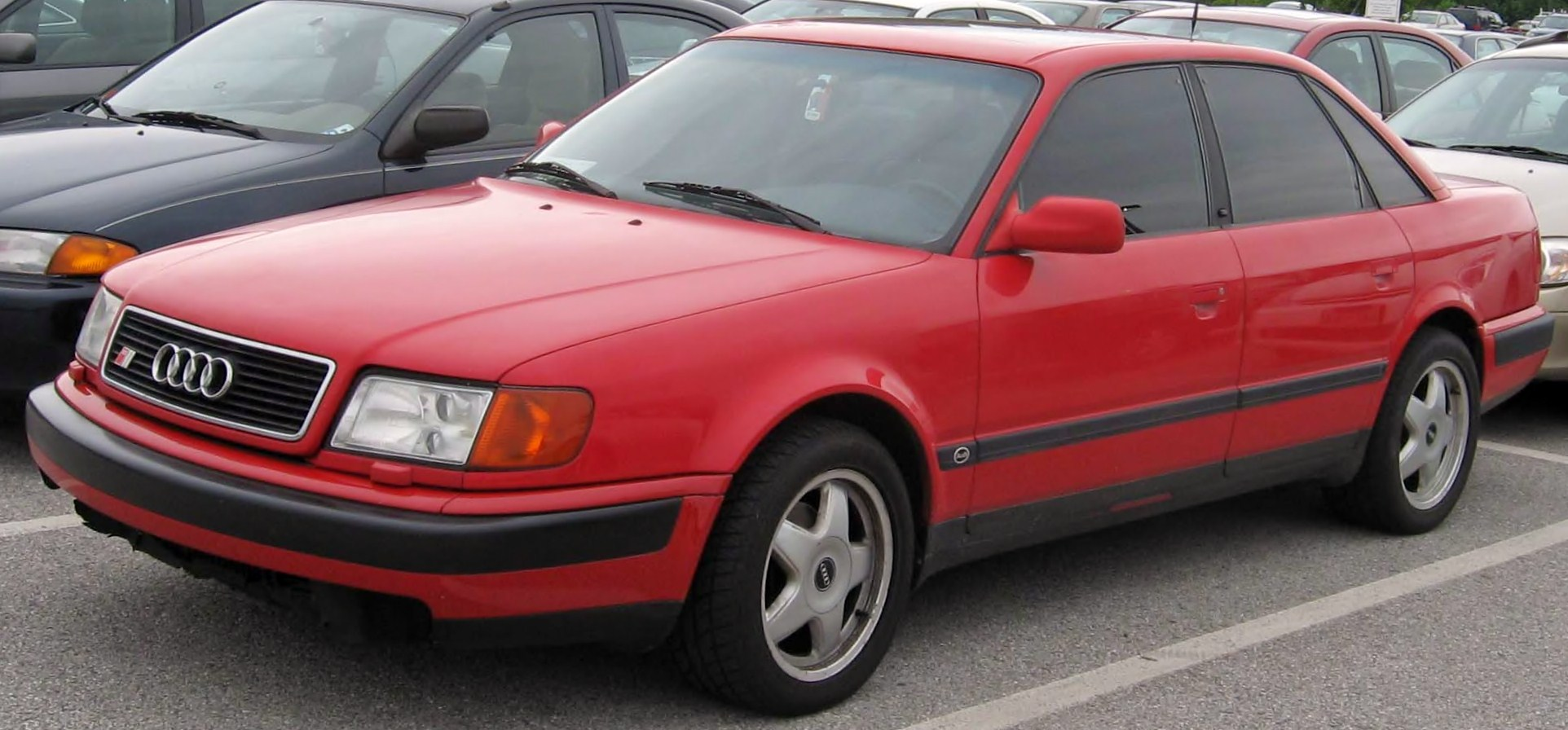
Audi S4

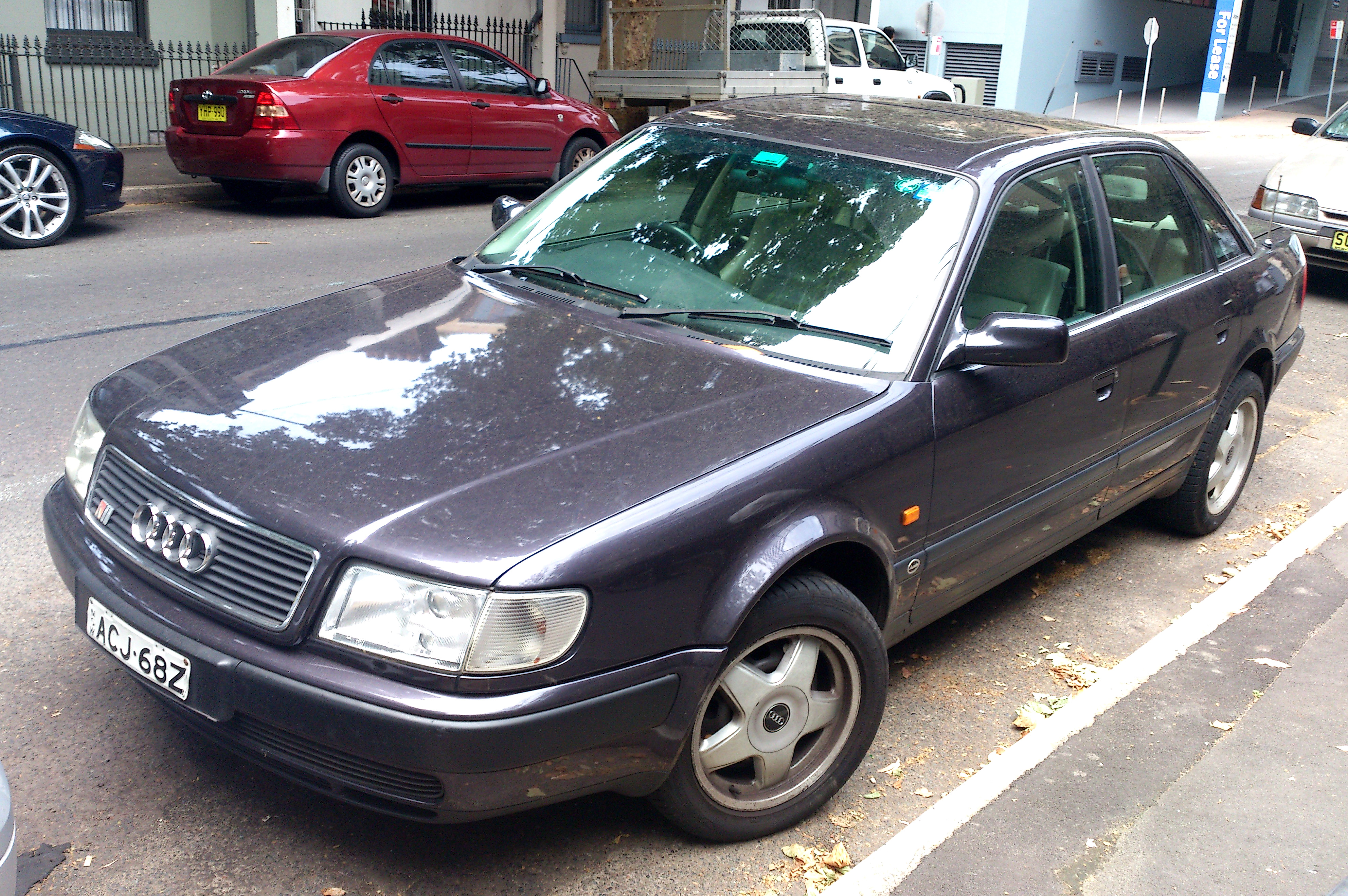
Audi S4

Sportowa odmiana o nazwie Audi S4 miał swoją premierę w roku 1991. Zastosowano w nim 230 KM silnik z modelu S2. Rzędowa jednostka o pojemności 2,2 l o 5 cylindrach i technologii Multivalve połączono z niemiecką turbosprężarką KKK, 6-biegową skrzynią biegów i napędem 4x4. W 1992 zaprezentowano wersję S4 4,2 l V8. Silnik przejęto wprost z modelu Audi V8, osiągał moc 280 KM i moment obrotowy 400 Nm. Wzrosły osiągi, lecz kosztem zużycia paliwa. Wszystkie wersje S4 / S6 posiadały stały napęd quattro. Stosowano zarówno manualne skrzynię, jak i automatyczne, częściej wybierane do silników V8
Samochód nie ma nic wspólnego z nowożytnym Audi S4, które było produkowane od 1997-2001 roku jako sportowa odmiana mniejszego Audi A4. W 1991 początkowa nazwa S4 w modelu 100 wzięła się od sportliche i napędu na 4 koła, a w modelu B5 wywodziła się z zaszeregowania auta i nowym oznaczaniu modeli Audi, które wprowadzono w 1994 roku do modeli takich jak A6 i nowym sztandarowym A8. Stąd też S4 należy do typoszeregu A4, Audi S6 do A6 a Audi S8 do Audi A8.

### Hongqi
Chiński motoryzacyjny koncern FAW doszedł do porozumienia z grupą Volkswagen i w 1988 roku rozpoczął produkcję samochodów Hongqi na bazie Audi 100 C3. Pojazd przeszedł też lekką modernizację i zostały nazwany Hongqi Mingshi, a pod jego maską pracował czterocylindrowy silnik o mocy 115 KM. W 2004 roku zakończono produkcję.

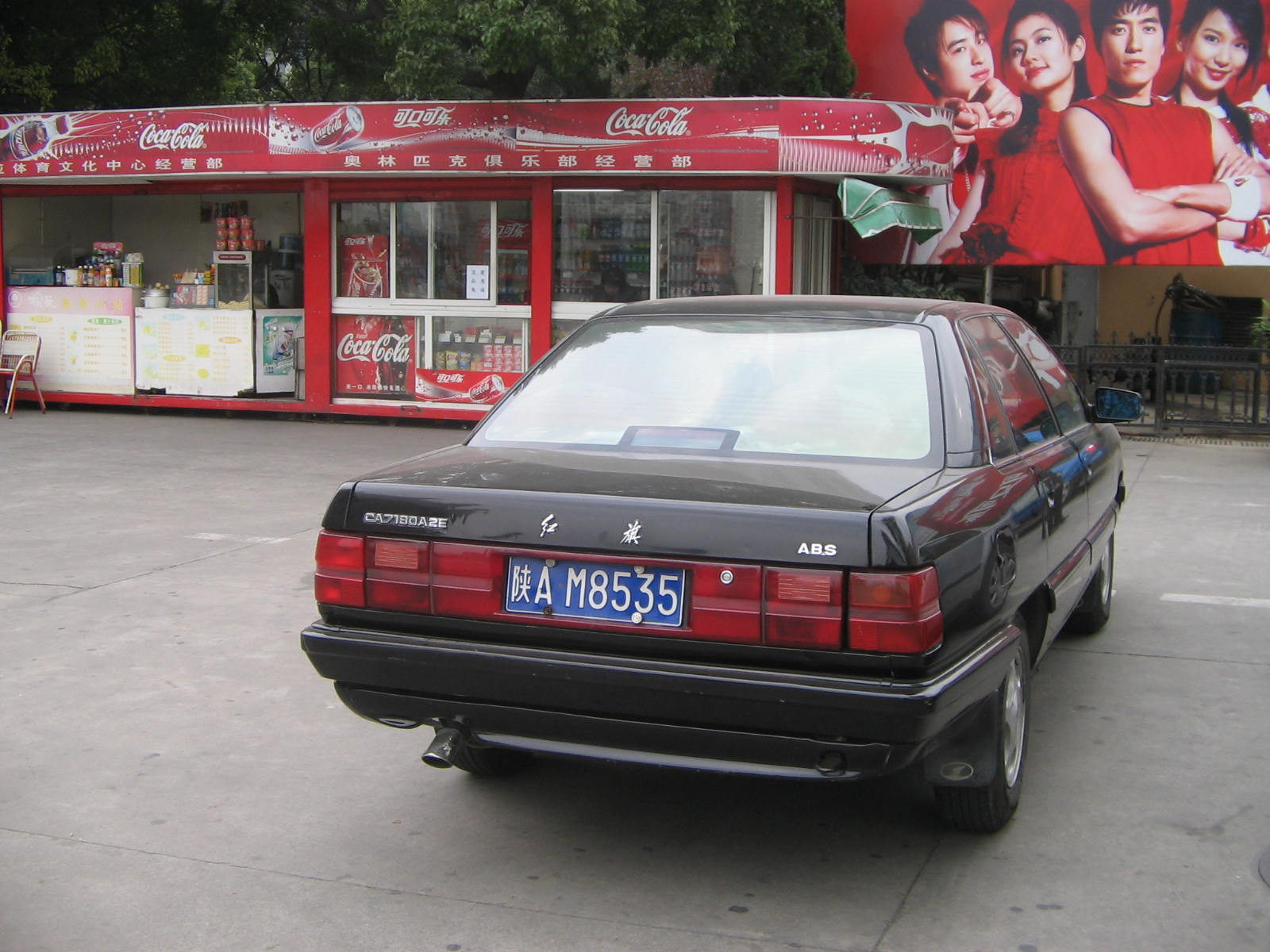
Chińska kopia Audi 100 z tyłu.